# Сосна Культера
Сосна́ Ку́льтера (лат. Pínus coúlteri) — дерево; вид рода Сосна семейства Сосновые.
Видовой эпитет — по имени ирландского натуралиста Томаса Культера, исследователя флоры южной части Северной Америки.

## Распространение и среда обитания
В естественных условиях растёт в Северной Америке — на юге Калифорнии (США) и в северной части Нижней Калифорнии (Мексика).

## Ботаническое описание
Дерево с кустистой кроной, вырастает до 30 м высотой.
Хвоя голубовато-зелёная, хвоинки до 30 см длиной, в пучках по три штуки.
Конические шишки нередко достигают длины 25—37 см, веса до 5 кг, что делает их самыми тяжёлыми среди всех видов сосен.

## Применение
Коренные американцы использовали крупные семена в пищу.
Древесина используется на дрова.
Культивируется как декоративное дерево, высаживается в парках и больших садах. Сосна Культера получила награду Королевского садоводческого общества

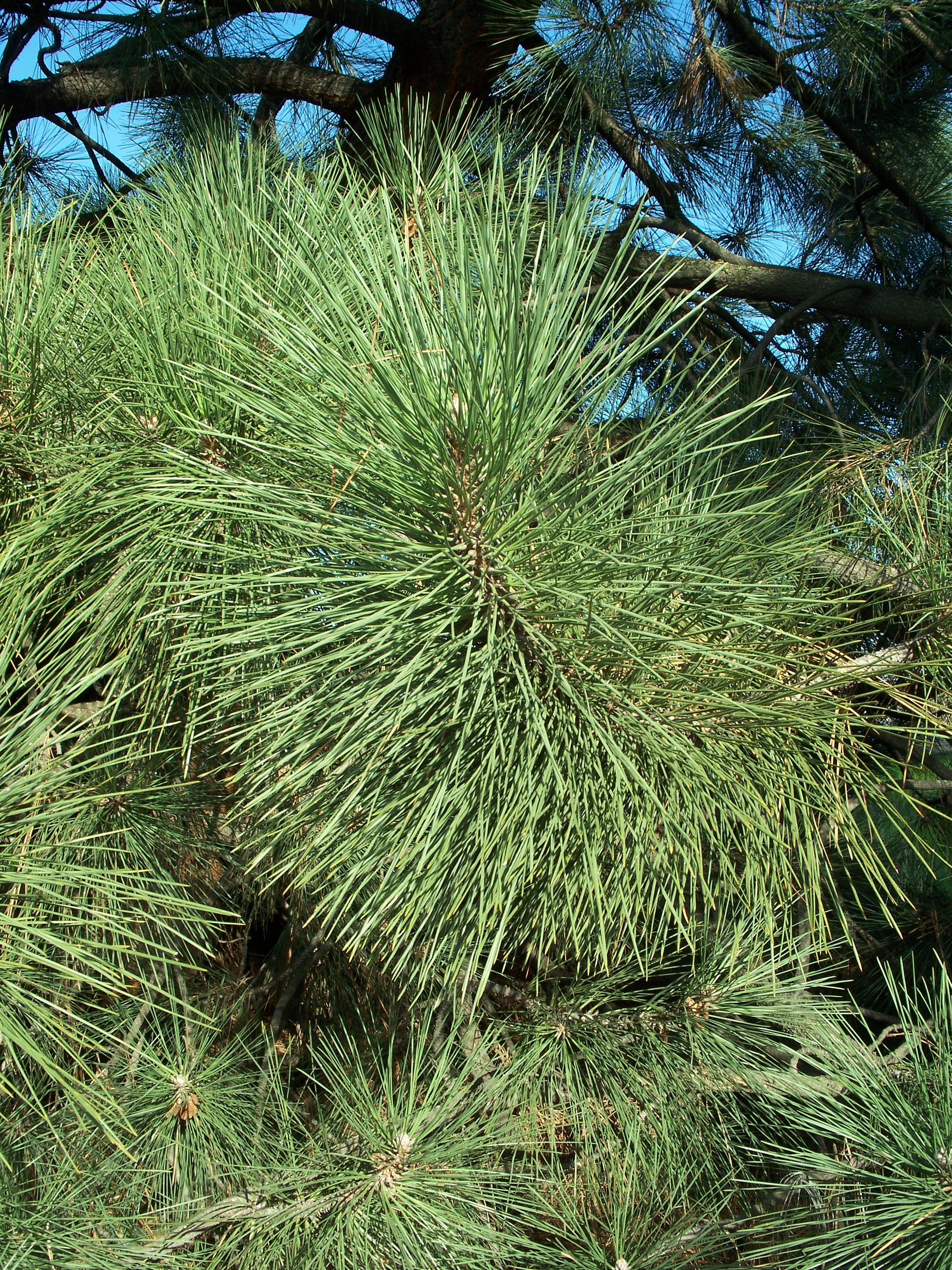
Хвоя
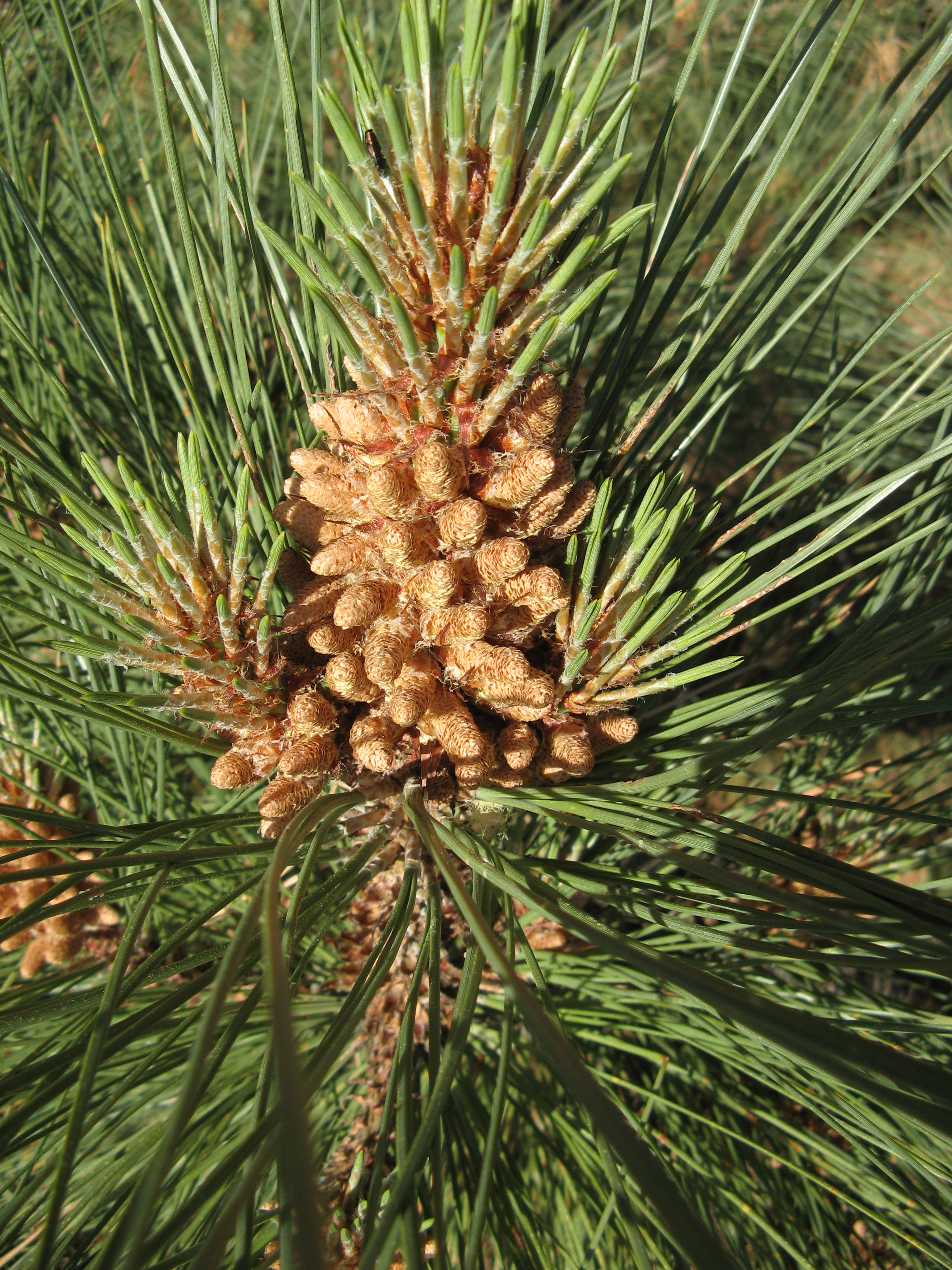
Мужская шишка
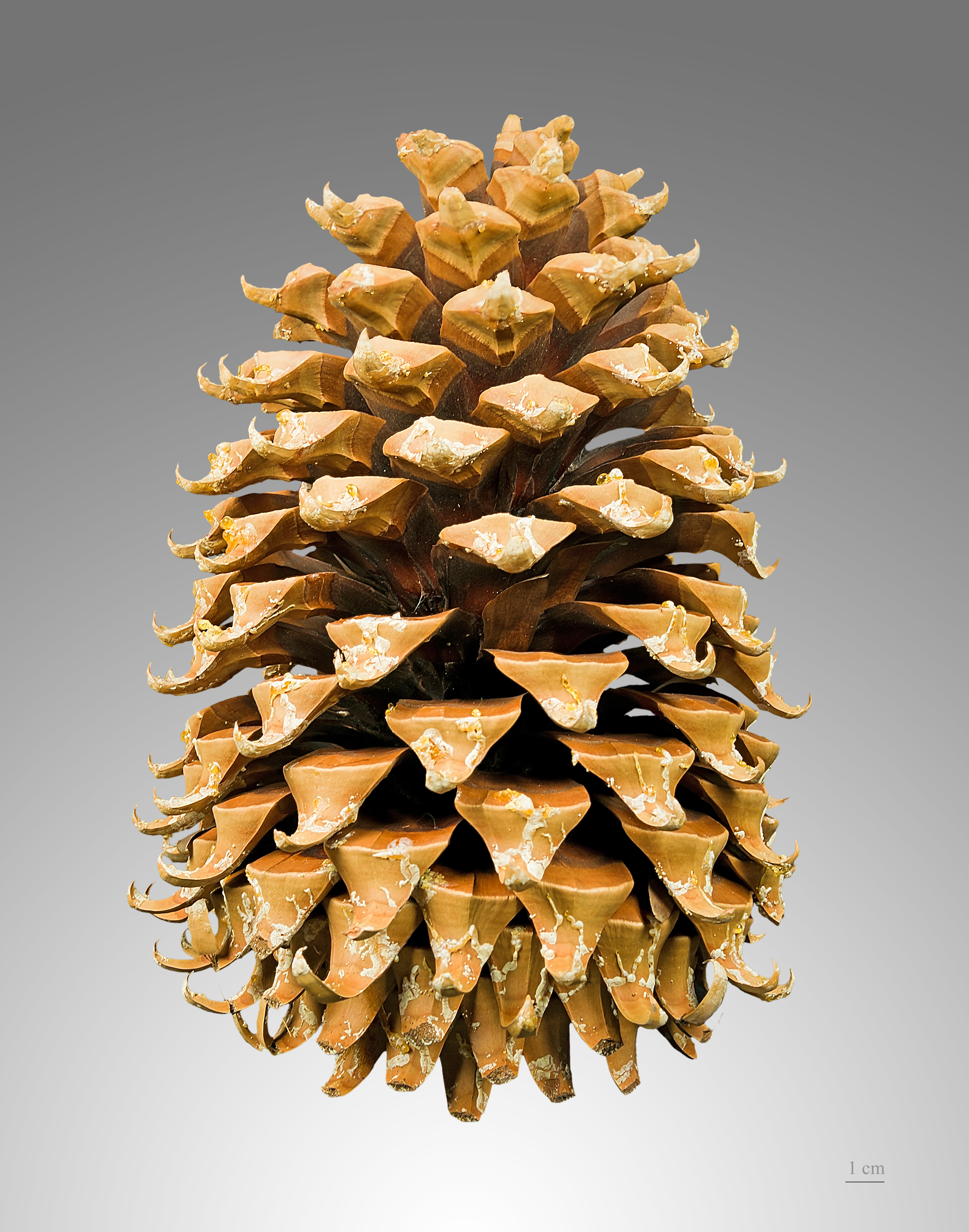
Шишка
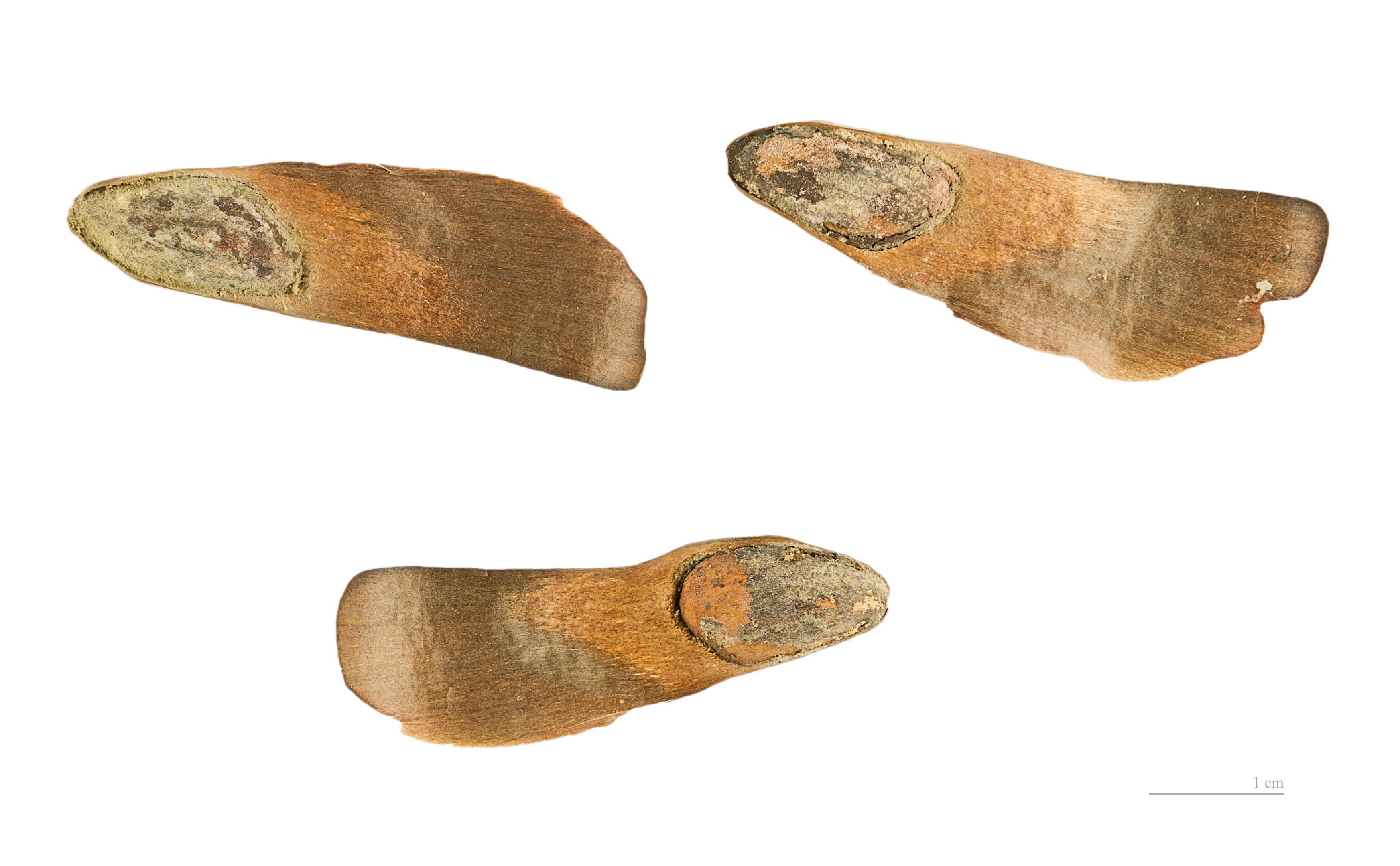
Семена